# بافل يفتييف
بافل يفتييف (23 يونيو 1967 بأوسكمان في كازاخستان - ) هو لاعب كرة قدم كازاخستاني (وحمل سابقاً جنسية الاتحاد السوفيتي) في مركز الوسط. شارك مع منتخب كازاخستان لكرة القدم. أما مع النوادي، فقد لعب مع نادي شاختار قراغندي ونادي فوستوك وFC Zhenis ‏.

## وصلات خارجية
- بافل يفتييف على موقع الاتحاد الدولي (مؤرشف)  (الإنجليزية)
- بافل يفتييف على موقع ناشيونال فوتبول تيمز (الإنجليزية)